# ۱۹۲۰: بازگشت شیطان
۱۹۲۰: بازگشت شیطان (به انگلیسی: 1920: The Evil Returns) یک فیلم ترسناک هندی محصول سال ۲۰۱۲ به نویسندگی ویکرام بات و کارگردانی بوشان پاتل است. این فیلم شبه دنباله فیلم ۱۹۲۰ محصول ۲۰۰۸ محسوب می‌شود و آفتاب شیودسانی، تیا باجپای، ویدیا مالواده و شاراد کلکار در نقش‌های اصلی بازی می‌کنند.

## دنباله
موفقیت معقول این فیلم، تهیه‌کننده ویکرام بات را بر آن داشت که دنباله دیگری را برنامه‌ریزی کند. ویکرام در مصاحبه ای گفت: "من دنباله دیگری برای ۱۹۲۰ خواهم ساخت. دنباله این فیلم بعداً به عنوان ۱۹۲۰: لندن نامگذاری شد و در ۶ می ۲۰۱۶ اکران شد.

## باکس آفیس
آخر هفته افتتاحیه خوبی داشت که حدود ۱۱۵ میلیون روپیه (۱٫۵ میلیون دلار آمریکا) خالص جمع‌آوری کرد. این فیلم هفته اول خوبی داشت و ۱۶۰ میلیون روپیه (۲٫۱ میلیون دلار آمریکا) خالص جمع‌آوری کرد. در دومین هفته خود حدود ۴۵ میلیون روپیه (۵۹۰٫۰۰۰ دلار آمریکا) خالص جمع‌آوری کرده بود و مجموع آن را به ۲۰۵ میلیون روپیه (۲٫۷ میلیون دلار آمریکا) خالص رساند. در بازار داخلی به ۲۲۹ میلیون روپیه (۳ میلیون دلار آمریکا) رسید.